# エンディ・ロドリゲス
エンディ・スティーブン・ロドリゲス（Endy Steven Rodríguez, 2000年5月26日 - ）は、 ドミニカ共和国サンティアゴ州サンティアゴ・デ・ロス・カバリェロス出身のプロ野球選手（捕手、外野手）。右投両打。MLBのピッツバーグ・パイレーツ所属。

## 経歴

### プロ入りとメッツ傘下時代
2018年にアマチュア・フリーエージェントでニューヨーク・メッツと契約してプロ入り。契約後、傘下のルーキー級ドミニカン・サマーリーグ・メッツでプロデビュー。35試合に出場して打率.261、2本塁打、23打点、2盗塁を記録した。
2019年はルーキー級ドミニカン・サマーリーグ・メッツとルーキー級ガルフ・コーストリーグ・メッツでプレーし、2球団合計で31試合に出場して打率.294、2本塁打、14打点、4盗塁を記録した。
2020年はCOVID-19の影響でマイナーリーグのシーズンが中止となり、公式戦への出場は無かった。

### パイレーツ時代
2021年1月19日にメッツとパイレーツ、サンディエゴ・パドレスの3チーム間でトレードが行われ、パイレーツがメッツからロドリゲスを、パドレスがパイレーツからジョー・マスグローブを、パイレーツがパドレスからデビッド・ベッドナー、ハドソン・ヘッド、オマー・クルーズ、ドレイク・フェローズ、メッツがパドレスからジョーイ・ルケーシーをそれぞれ獲得した。
シーズンでは傘下のA級ブレイデントン・マローダーズでプレーし、98試合に出場して打率.298、15本塁打、73打点、2盗塁を記録した。
2022年はA+級グリーンズボロ・グラスホッパーズ、AA級アルトゥーナ・カーブ、AAA級インディアナポリス・インディアンスでプレーし、3球団合計で125試合に出場して打率.323、25本塁打、95打点、4盗塁を記録した。オフの11月15日にはルール・ファイブ・ドラフトでの流出を防ぐために40人枠入りした。
2023年は開幕をAAA級インディアナポリスで迎え、6月26日にはオールスター・フューチャーズゲームに選出された。7月17日にメジャー初昇格を果たし、同日のクリーブランド・ガーディアンズ戦にて「7番・捕手」で先発出場してメジャーデビュー。

## プレースタイル
打撃はアプローチ面、長打面ともに年々成長を見せている。守備では本職の捕手だけでなく、外野手としても起用されるほどの運動能力や器用さを備えている。

## 詳細情報

### 年度別打撃成績
| 年 度    | 球 団    | 試 合 | 打 席 | 打 数 | 得 点 | 安 打 | 二 塁 打 | 三 塁 打 | 本 塁 打 | 塁 打 | 打 点 | 盗 塁 | 盗 塁 死 | 犠 打 | 犠 飛 | 四 球 | 敬 遠 | 死 球 | 三 振 | 併 殺 打 | 打 率 | 出 塁 率 | 長 打 率 | O P S |
| -------- | -------- | ----- | ----- | ----- | ----- | ----- | -------- | -------- | -------- | ----- | ----- | ----- | -------- | ----- | ----- | ----- | ----- | ----- | ----- | -------- | ----- | -------- | -------- | ----- |
| 2023     | PIT      | 57    | 204   | 186   | 27    | 41    | 7        | 2        | 3        | 61    | 13    | 0     | 0        | 0     | 1     | 17    | 0     | 0     | 49    | 3        | .220  | .284     | .328     | .612  |
| MLB：1年 | MLB：1年 | 57    | 204   | 186   | 27    | 41    | 7        | 2        | 3        | 61    | 13    | 0     | 0        | 0     | 1     | 17    | 0     | 0     | 49    | 3        | .220  | .284     | .328     | .612  |

- 2023年度シーズン終了時

### 年度別守備成績
| 年 度 | 球 団 | 捕手（C） | 捕手（C） | 捕手（C） | 捕手（C） | 捕手（C） | 捕手（C） | 捕手（C） | 捕手（C） | 捕手（C） | 捕手（C） | 捕手（C） | 一塁（1B） | 一塁（1B） | 一塁（1B） | 一塁（1B） | 一塁（1B） | 一塁（1B） |
| 年 度 | 球 団 | 試 合     | 刺 殺     | 補 殺     | 失 策     | 併 殺     | 守 備 率  | 捕 逸     | 企 図 数  | 許 盗 塁  | 盗 塁 刺  | 阻 止 率  | 試 合      | 刺 殺      | 補 殺      | 失 策      | 併 殺      | 守 備 率   |
| ----- | ----- | --------- | --------- | --------- | --------- | --------- | --------- | --------- | --------- | --------- | --------- | --------- | ---------- | ---------- | ---------- | ---------- | ---------- | ---------- |
| 2023  | PIT   | 52        | 396       | 25        | 1         | 2         | .998      | 5         | 30        | 21        | 9         | .300      | 2          | 3          | 0          | 0          | 0          | 1.000      |
| MLB   | MLB   | 52        | 396       | 25        | 1         | 2         | .998      | 5         | 30        | 21        | 9         | .300      | 2          | 3          | 0          | 0          | 0          | 1.000      |

- 2023年度シーズン終了時

### 記録
- オールスター・フューチャーズゲーム選出：1回（2023年）

### 背番号
- 25（2023年 - ）